# 雷斯垂德探長
G·雷斯垂德探長，職銜為雷斯垂德督察（英語：Inspector G. Lestrade），亦譯為賴世德探長，是一名虛構角色，為亞瑟·柯南·道爾筆下福爾摩斯系列中的一名倫敦警察廳督察。其姓氏來自道爾在愛丁堡大學唸書時的一名友人，聖盧西亞裔的醫學生約瑟夫·亞歷山大·雷斯垂德（Joseph Alexandre Lestrade）。在《硬紙盒子》一案中有提及，雷斯垂德名字的第一個字母為G。

## 在探案中登場的案件
| 案件                            | 案件日期 | 出版日期 | 位置                     |
| ------------------------------- | -------- | -------- | ------------------------ |
| 《血字的研究》                  | 1881年   | 1887年   | 倫敦                     |
| 《硬紙盒子》                    | 1888年   | 1893年   | 克羅伊登區               |
| 《貴族單身漢案》                | 1888年   | 1892年   | 倫敦                     |
| 《博斯科姆比溪谷秘案》          | 1889年   | 1891年   | 赫里福德郡               |
| 《巴斯克維爾的獵犬》            | 1889年   | 1901年   | 德文郡                   |
| 《空屋》                        | 1894年   | 1903年   | 倫敦                     |
| 《第二塊血跡》                  | 1888年   | 1905年   | 倫敦                     |
| 《諾伍德的建築師》              | 1894年   | 1903年   | 南諾伍德                 |
| 《布魯斯—帕廷頓計劃》           | 1895年   | 1908年   | 伍利奇                   |
| 《米爾沃頓》                    | 1899年   | 1904年   | 漢普斯特德（今卡姆登區） |
| 《六座拿破崙半身像》            | 1900年   | 1904年   | 倫敦                     |
| 《弗朗西絲·卡法克斯女士的失蹤》 | 1901年   | 1911年   | 瑞士洛桑                 |
| 《三個同姓人》                  | 1902年   | 1924年   | 米德塞克斯               |

## 改編
- 《名偵探福爾摩斯》，配音員：飯塚昭三
- 《名偵探柯南 貝克街的亡靈》
- 及，演員：艾迪·馬森（Eddie Marsan）
- 《新世紀福爾摩斯》及《新世紀福爾摩斯：地獄新娘》，演員：魯珀特·格雷夫斯（Rupert Graves）。該劇製片人馬克·加蒂斯表示：「在以往的電影裡，雷斯垂德探長簡直沒腦袋！我們真的要拋棄這個想法，畢竟我們的初衷是，雷斯垂德雖然不是福爾摩斯，但卻可以當蘇格蘭警場最好的警察。」[3]:152
- 于《大逆转裁判》及《大逆转裁判2》中，被改编为一位名为「吉娜·雷斯垂德」（Gina Lestrade）的少女。该人物在《大逆转裁判2》中成为苏格兰场的刑警，并自称为「雷斯垂德警长」。[4]

## 外部連結
- 雷斯垂德探長 （页面存档备份，存于）在BBC《新世紀福爾摩斯》官網上的頁面（英文）